# Варај (Марамуреш)
Варај (рум. Vărai) насеље је у Румунији у округу Марамуреш у општини Ваља Киоарулуј. Oпштина се налази на надморској висини од 374 m.

## Становништво
Према подацима из 2002. године у насељу је живело 308 становника, од којих су сви румунске националности.